# Мухаммад, Али Хаджи
Али Хаджи Мухаммад (имя при рождении — Гаджимагомед Алиев, 19 марта 1995, c. Гозолоколо, Хунзахский район, Дагестан, Россия) — российский и бахрейнский борец вольного стиля.

## Карьера
Начинал заниматься борьбой в хасавюртовской СДЮШОР им Батырова под руководством Шеме Шемеева. С 2014 по 2016 годы трижды становился бронзовым призёром Межконтинентального Кубка в Хасавюрте. В сентябре 2016 года стал чемпионом международного турнира в Ханты-Мансийском округе на Кубок главы Нефтеюганского района Владимира Семёнова. В октябре 2017 года победил на турнире на призы Сослана Андиева во Владикавказе. С 2018 года выступает за Бахрейн, первые соревнования в новой сборной у него были на чемпионате Азии в Бишкеке, где во втором круге в схватке против узбекистанского борца Темурджона Усмонохунова он получил серьезную травму и выбыл на полгода. Чемпионат мира 2018 года он пропустил, выступив в том сезоне на молодёжном U23 чемпионате мира. В июле 2019 года взял серебро на турнире Яшар Догу в Турции.

## Личная жизнь
По национальности аварец. Проживает в Кизилюрте.

## Достижения

### За Россию
- Межконтинентальный Кубок 2014 — ;
- Межконтинентальный Кубок 2015 — ;
- Межконтинентальный Кубок 2016 — ;

### За Бахрейн
- Чемпионат Азии по борьбе 2018 — 8;
- Чемпионат мира среди молодёжи U23 — 11;
- Чемпионат Азии по борьбе 2019 — 5;
- Чемпионат мира по борьбе 2019 — 7;
- Чемпионат арабских стран по борьбе 2019 — ;
- Чемпионат Азии по борьбе 2020 — 8;
- Индивидуальный кубок мира по борьбе 2020 — 12;
- Чемпионат мира по борьбе 2021 — 13;
- Чемпионат арабских стран по борьбе 2021 — ;